# أفيكي (عالم سفلي)
أفيكي (بالإنجليزية: Avaiki)‏ اسم العالم السفلي البولينيزي، حيث تعيش الأرواح، التي قد تصعد إلى العالم من خلال ثقب في الأرض. وحسب هذا الرأي، فإن الأفيكي هو «جذر العالم» الذي من بقاياه خلقت الأرض، وبيت رونغو Rongo وعائلته. فمن هناك بنيت جزيرة مانغايا Mangaia في جزر كوك. حسب بعض المواصفات يعتبر الأفيكي فرناً ضخماً أو موقداً يُطبخ فيه الموتى الذين ستلتهمهم الإلهة میرو Miru ربة العالم السفلي فيما بعد.